# Коростель
Коросте́ль, или дерга́ч (лат. Crex crex) — маленькая птица семейства пастушковых. Гнездится во влажных высокотравных лугах, густо поросших кустарниковых болотах, засеянных пашнях и других открытых ландшафтах в умеренных широтах Евразии. Более половины популяции размножается на территории России. Перелётная птица, зимует в Африке, главным образом в кустарниковых и травянистых саваннах юго-восточной части континента.
Размерами сравним с дроздом или перепёлкой, телосложением несколько напоминает подросшего цыплёнка домашней курицы. Ведёт скрытный образ жизни, почти не показывается из зарослей высокой травы. Летает неохотно и только при крайней необходимости, однако во время миграции легко преодолевает тысячи километров, в том числе над морем и пустынями. Присутствие коростеля на гнездовом участке хорошо выдаёт территориальный крик самца, в безветренную погоду слышный на расстоянии до 1,5 км. Кричат птицы в мае и первой половине лета, в остальное время ведут себя бесшумно, особенно на зимовках.
Питается насекомыми, пауками, моллюсками, иногда мелкими лягушками и млекопитающими, а также семенами и зелёными частями различных трав и злаков, в том числе культурных растений. Размножается один или два раза в год, гнездо устраивает в ямке, часто в тени куста или высокой кочки, иногда забора или другой подобной постройки. В кладке 5—14 яиц беловато-охристого или зеленоватого фона с поверхностными пятнами красновато-коричневого или фиолетового цвета. Самец не принимает участия в выхаживании потомства.
В Европе в XIX—XX веках было отмечено значительное сокращение численности, вызванное с одной стороны новыми механизированными методами заготовки сена, с другой стороны искусственным изменением ландшафтов. В ряде стран численность упала до критического уровня, поставив вид на грань выживания. Международная Красная книга долгое время рассматривала коростеля как уязвимый или близкий к уязвимому положению вид, однако новые данные о численности птицы в Восточной Европе и России показали, что положение птицы лучше, чем предполагалось ранее. Частичному восстановлению популяции в Европе способствовало изменение технологии кошения, ранее приводившее к частой гибели кладок. В настоящее время статус вида признан благополучным.
Мясо коростеля обладает хорошими вкусовыми качествами, при этом охота на него с собакой сопряжена с трудностями из-за характерного поведения птицы. В основном на коростеля охотятся попутно с другой пернатой дичью.

## Систематика
Первое научное описание коростеля появилось в 1758 году в 10-м издании «Системы природы» Карла Линнея. Автор присвоил ему латинское название Rallus crex и поместил в одну группу с водяным пастушком, цветным бекасом (Rostratula benghalensis) и каролинским погонышем (Porzana carolina). В 1803 году немецкий натуралист Иоганн Бехштейн выделил его в обособленный, на тот момент монотипичный, род Crex и обозначил как Crex pratensis. Позднее, в связи с принципом приоритета наименования в пользу раннего использования, вид приобрёл окончательное название Crex crex. Ближайшим родственником коростеля считался африканский коростель, который одно время включался в род Crex. Позднее было показано, что африканский коростель образует подкладу с бурым пастушком (Rougetius rougetii). Таким образом, он был выделен в отдельный род.
Видовое, равно как и родовое, название происходит от др.-греч. κρέξ — слова, которым в сочинениях Геродота, Аристофана, Аристотеля и других авторов именовали некую длинноногую птицу. Современные лингвисты предполагают, что название является подражанием голоса, которое может относиться к коростелю, турухтану или ходулочнику.
Семейство пастушковые, к которым относятся коростели, объединяет около 150 видов, большинство из которых ведут водный или околоводный образ жизни. Большинство птиц этого семейства и его наиболее примитивные формы обитают в тропиках Старого Света, что говорит в пользу теории о происхождении и диверсификации семейства именно в этой области. Однако ни имеющиеся палеонтологические находки, ни молекулярные данные не дают однозначного ответа на этот вопрос.

## Описание

### Внешний вид

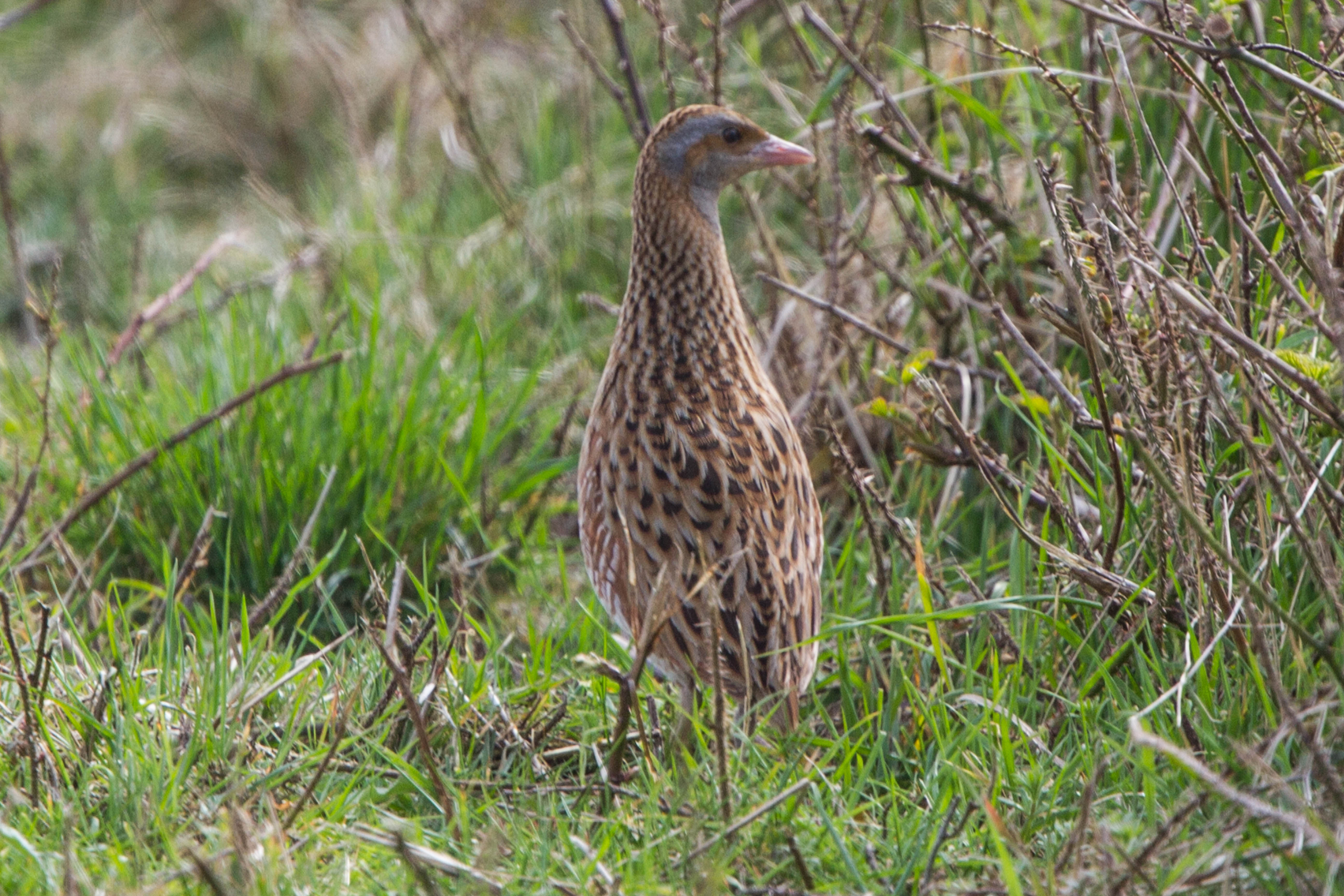

Размером крупнее чёрного дрозда или перепёлки: длина 27—30 см, размах крыльев 46—53 см, масса 80—200 г. Самцы несколько крупнее самок. Телосложение плотное, сжатое с боков, с вытянутой шеей и округлой головой. Клюв почти конический, довольно короткий (заметно короче, чем у пастушка и погоныша, но длиннее, чем у перепёлки) и сильный, розоватого цвета. Окраска со стороны выглядит рыжевато-охристой с тёмными пестринами — светлее, чем у других европейских пастушков. При ближайшем рассмотрении заметны детали: бока головы, зоб и грудь самца окрашены в голубовато-серый цвет, верхняя часть головы и спина тёмно-бурые с более светлыми охристыми каёмками перьев, брюхо беловато-кремовое с желтоватым оттенком. Вне сезона размножения серые пятна на голове, шее и груди исчезают, оперение верхней части тела становится более светлым, с преобладанием охристых тонов. Половой диморфизм проявляется лишь в отличном рисунке окраски головы и зоба в брачный период — там, где у самца доминирует серый цвет, у самки преобладает охристо-рыжий. Радужина у взрослых птиц каряя либо бледно-коричневая, у птенцов серовато-коричневая. Ноги серовато-охристые, более тёмные у молодых особей. Подвидов не образует.

### Особенности поведения
Сведения о полёте коростеля известны в первую очередь со слов охотников — например, яркие описания охоты на эту птицу с собакой сохранились в сочинениях Сергея Аксакова и Сергея Бутурлина. На своём участке коростель поднимается в воздух только в случае крайней необходимости, летит медленно, неуклюже и плюхается в заросли уже через несколько метров. Аксаков подчёркивает, что «зад у него всегда висит, как будто он подстрелен, отчего дергун держится на лету не горизонтально, а точно едет по воздуху, почти стоймя». Во время своего порхающего полёта коростель ноги не поджимает, а держит свесившимися. Такой малоэффективный способ полёта в сочетании с природной скрытностью породил поверье, что как минимум часть пути на зимовку коростель проходит пешком; утверждение об этом даже можно встретить в современной учебной литературе. На самом деле, птицы перемещаются за тысячи километров в воздухе, при этом характер полёта меняется: взмахи крыльями становятся более глубокими и размеренными, ноги прижимаются к туловищу. Периодические сообщения о гибели мигрирующих птиц при столкновении с телеграфными столбами, маяками и прочими сооружениями свидетельствуют о том, что птицы летят невысоко над землёй.
В случае опасности проворный бег компенсирует коростелю недостаток лётных качеств. Спасаясь от легавой, он быстро и ловко перемещается в густой траве, затаивается и петляет. По этой причине целенаправленная охота на коростеля мало практикуется, и трофеи добываются по случаю попутно с другой дичью. По некоторым данным, коростель способен плавать, а в птенцовом возрасте и нырять, хотя обычно сторонится луж и других участков открытой воды.

### Голос
Коростеля очень сложно увидеть вживую, поскольку он большую часть жизни скрывается в траве и редко появляется на открытых местах. Вместо этого в мае и первой половине лета сельские жители часто слышат скрипучий двусложный крик самца, который в научно-популярных изданиях часто передают как «крекс-крекс», «дрр-дрр» или «дерг-дерг». В безветренную погоду этот крик, использующийся для мечения территории и привлечения самки, хорошо слышен на расстоянии до 1,5 км. Особенно активно самец поёт с 8 часов вечера до 5 часов ночи, за это время успевая произнести свой «крекс-крекс» до 20 тыс. раз. Иногда пение можно услышать и днём, особенно в ненастную погоду. Токующий самец вытягивает шею и периодически поворачивает голову в разные стороны, в результате чего кажется, что громкость пения то повышается, то понижается. Голос поддаётся имитации с помощью трения палочки о деревянную гребёнку или пластиковой карты о застёжку-молнию, что используется в охоте для привлечения птиц.
Территориальный крик самца — наиболее известный, но не единственный вид звуков, издаваемый коростелем. Застигнутые врасплох птицы обоих полов издают резкое верещание, напоминающее стрекотание сороки. Подзывая цыплят, самка издаёт высокий писк «оо-оо-оо». В разнообразных ситуациях возможны различные звуки, напоминающие мяуканье, хрюканье, урчание или свист. Богатая вокализация характерна лишь в гнездовой период, во время перелёта и на зимних стоянках птицы ведут себя бесшумно. Орнитологи оценивают численность коростелей в той или иной местности, подсчитывая брачные крики самца с 11 часов вечера до 3 часов ночи. В это время они остаются на своих гнездовых участках, тогда как в светлое время суток могут покидать их и в поисках корма удаляться на расстояние до 600 м, что приводит к двойному подсчёту одних и тех же особей.

## Распространение

### Гнездовой ареал

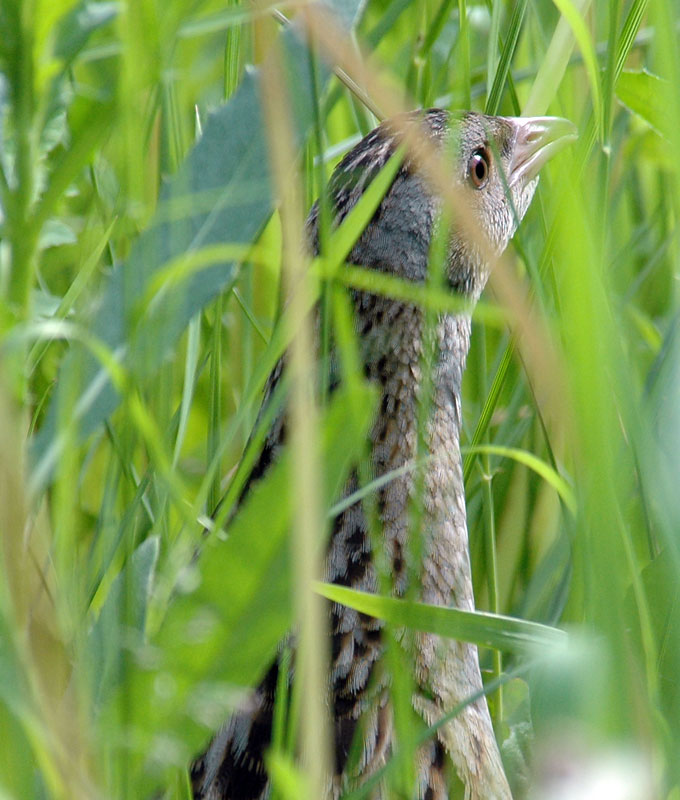
Коростель в зарослях травы

Гнездится в лесной, лесостепной и степной зонах Евразии от Британских островов и Пиренеев к востоку до Вилюя, Чоны, верховьев Ангары и Западного Китая, по некоторым данным проникает в Забайкалье. На севере встречается до южных окраин северной тайги: в России до 61—63° с. ш., в Норвегии — до 68° с. ш. Южная граница гнездовий пролегает через северную Италию, северную Грецию, Малую Азию, северо-западный и северо-восточный Иран, устье Урала, северный Казахстан, Тянь-Шань и Южный Алтай. В основном это равнинная птица, но в Альпах гнездится на высоте до 1400 м, в Западном Китае до 2700 м, на Тянь-Шане до 3000 м над уровнем моря. В Южной Африке встречается до 1750 м над уровнем моря.
Ранее ареал коростеля был значительно шире и покрывал большую часть Центральной и Северной Европы в промежутке между 41° и 65° северной широты, а на востоке доходил до 120° восточной долготы. Начиная с середины XIX столетия его численность в Западной Европе резко сократилась, ареал фрагментировался. В таких странах, как Бельгия, Дания, Испания, Норвегия, Люксембург, Нидерланды и Швейцария, коростель стал крайне редкой птицей. В 2000-х годах в некоторых странах (в том числе Великобритании и Финляндии) отмечен значительный прирост поголовья, однако в целом в Европе численность подвержена значительным колебаниям. На территории России, где гнездится подавляющее большинство коростелей, положение признаётся стабильным, местами численность даже увеличивается.

### Миграции
Коростель является типичным дальним мигрантом. В холодное время года перемещается в полосу саванн в центральной и юго-восточной Африке в промежутке между центральной Танзанией и Демократической Республикой Конго на севере, и северными районами Южно-Африканской Республики на юге. В Южной Африке большая часть птиц концентрируется в провинции Квазулу-Натал и бывшей провинции Трансвааль.
Осенний перелёт начинается в августе и продолжается до первой половины октября. Перед отлётом птицы хорошо набирают вес, необходимый им для долгого путешествия. К местам гнездовий коростели прилетают довольно поздно — в конце апреля или мае, когда подросшая трава может хорошо их укрыть. Мигрируют одиночками в ночное время, так что проследить время пролёта достаточно сложно. Перед большими преградами — морями или горами — в благоприятных для отдыха местах концентрируется большое количество птиц, такие места называются «высыпки».
Основные пути миграции лежат через северную Африку, главным образом через Египет. Другой, менее важный маршрут пролегает через Марокко и Алжир. На пролёте птиц регистрируют на всём протяжении между гнездовым и зимним ареалами, в том числе и в Западной Африке. Случайные залёты известны в Шри-Ланке, Вьетнаме, Австралии, на Сейшельских, Бермудских, Фарерских, Азорских и Канарских островах, на Мадейре, в Канаде, США и Гренландии.

### Места обитания
В гнездовой период населяет разнообразные полуоткрытые ландшафты, в первую очередь сырые высокотравные луга с зарослями осоки, ириса и канареечника, и отдельными посадками тальника, ракитника и других кустарников. Также селится на клеверных, зерновыхных, гороховых и картофельных полях, лесных вырубках, степных и высокогорных лугах, в посадках люцерны, сенокосных угодьях, по окраинам верховых болот. Предпочитает места с высотой травы не менее 50 см, но при этом в отличие от камышниц и лысух избегает заболоченных участков и вообще любых долговременных луж, а также открытых пространств с насыпями камней и песчаными плешами. После выводка цыплят коростель может откочевать в заросли камыша, рапса или крапивы двудомной, где пережидает сезонную линьку. В Китае часто селится среди посадок льна.
Зимой в Африке занимает травянистые и кустарниковые саванны с высотой растительности от 30 до 200 см, осоковые и тростниковые берега водоёмов. Встречается на гарях, заросших участках аэродромов, заброшенных сельхозугодьях, вдоль посадок зерновых культур. В районах пересечения ареалов с африканским коростелём обыкновенный отдаёт предпочтение менее увлажнённым стациям с более высокой травой. На пролёте птицы часто делают остановку на отдых на посадках пшеницы и полях для гольфа.

## Размножение

### Брачный период

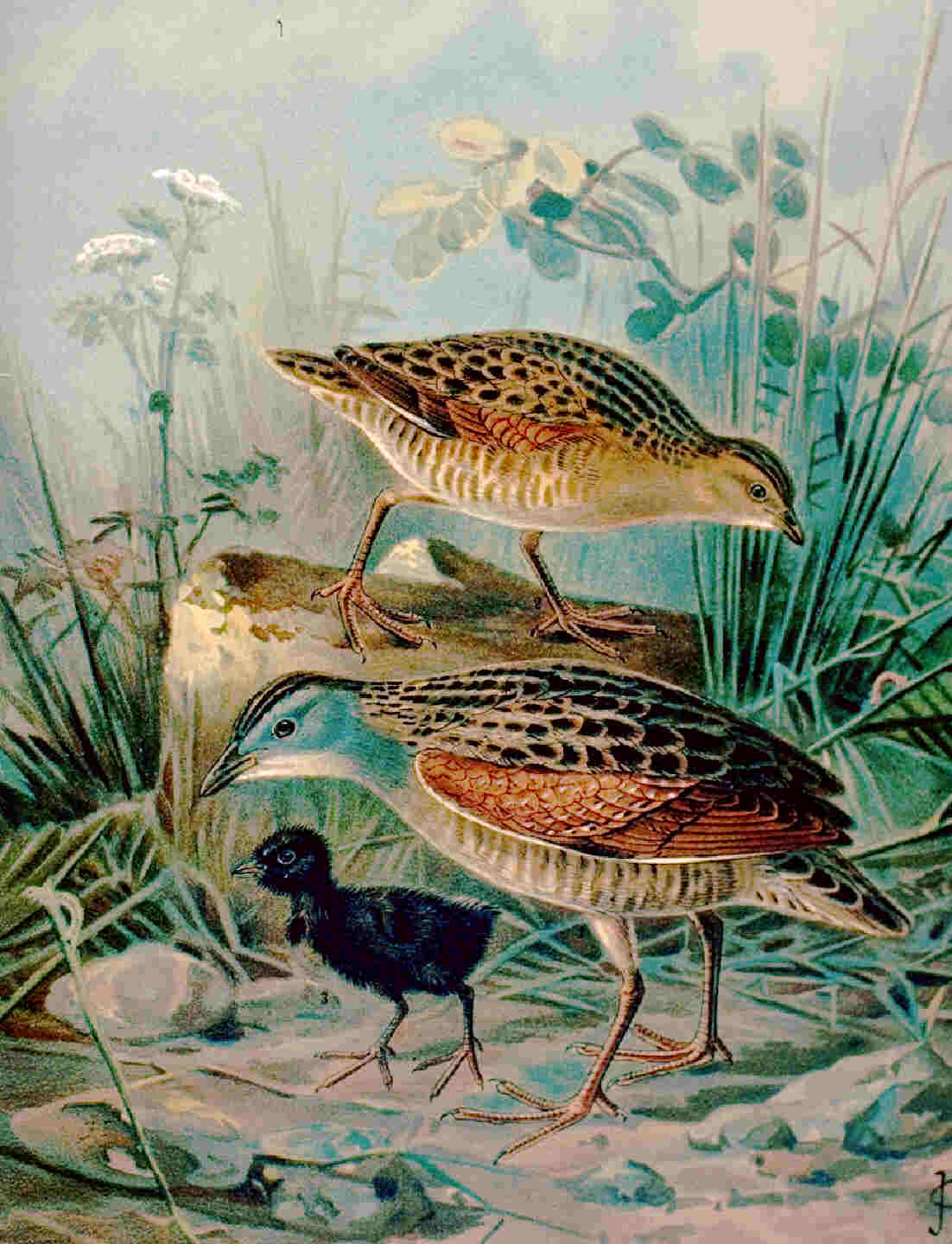
Коростели с птенцом. Рисунок Иоганна Наумана, 1899

Половая зрелость наступает в конце первого года жизни. Первыми к местам гнездовий прибывают самцы. Около недели они ведут себя беззвучно, после чего начинают интенсивно кричать, охраняя занятую территорию от других самцов и подзывая самок. Приметив потенциальную партнёршу, самец замолкает, разводит крылья таким образом, что их края касаются земли, вытягивает и опускает к земле шею, разводит перья хвоста веером и с приглушёнными звуками крутится вокруг самки, пытаясь привлечь её внимание. Возможно церемониальное подношение корма. После спаривания голосовая активность самца несколько снижается, становится нерегулярной. Вместе с тем самец не дожидается выводка, а с окончанием кладки яиц навсегда покидает партнёршу, перемещается на новый участок и по новому кругу начинает токовать, подзывая новую самку. С другой стороны, самка также за сезон успевает вывести два потомства, последовательно спариваясь с разными самцами. Таким образом, у коростеля прослеживается редкая для пастушков система спаривания — последовательная полигамия.
Охраняемая площадь территории самца варьирует от 3 до 51 га, в среднем около 15,7 га. Самка кормится на участке значительно меньшего размера — порядка 5,5 га. На границе участков возможны стычки между самцами. При появлении нарушителя хозяин принимает угрожающую позу: распускает крылья, взъерошивает перья и вытягивает голову, издаёт мяукающие звуки. В большинстве случаев пришелец сразу ретируется, но бывает, что обе птицы принимают друг друга за нарушителя и обе встают в воинственную стойку. В крайнем возбуждении самцы бросаются друг на друга, пытаются сбить с ног и клюют. Самки не принимают участия в территориальных спорах и никогда не рассматриваются в качестве нарушителей.

### Гнездо
Гнездо устраивается в сухом месте в углублении, обычно в густой траве в основании осоковой кочки, под прикрытием одиноко стоящего дерева, куста, иногда забора. Гнездовая постройка маленькая, но с достаточно глубоким лотком: её диаметр 120—150 мм, высота 70—80 мм, глубина лотка 35—40 мм. Ранее предполагалось, что обустройством гнезда занимается исключительно самка, однако наблюдения за поведением птиц в неволе показывают, что это не совсем так. Британские орнитологи в течение трёх лет наблюдали за поведением коростелей в зоопарке, создав им условия, максимально приближённые к естественным. Наблюдения показали, что самцы самостоятельно строили по несколько гнёзд на выбор самки, причём некоторые из них занимались строительством ещё до того, как к ним подпускали самок. Добротное, качественно построенное гнездо практически гарантировало последующее спаривание. В качестве строительного материала используется сухие стебельки злаков, осока, кусочки мха, корешки. После первого выводка возможна повторная кладка, часто уже на новом, более возвышенном месте, на котором подросшая трава создаёт благоприятные условия.

### Инкубация и птенцы

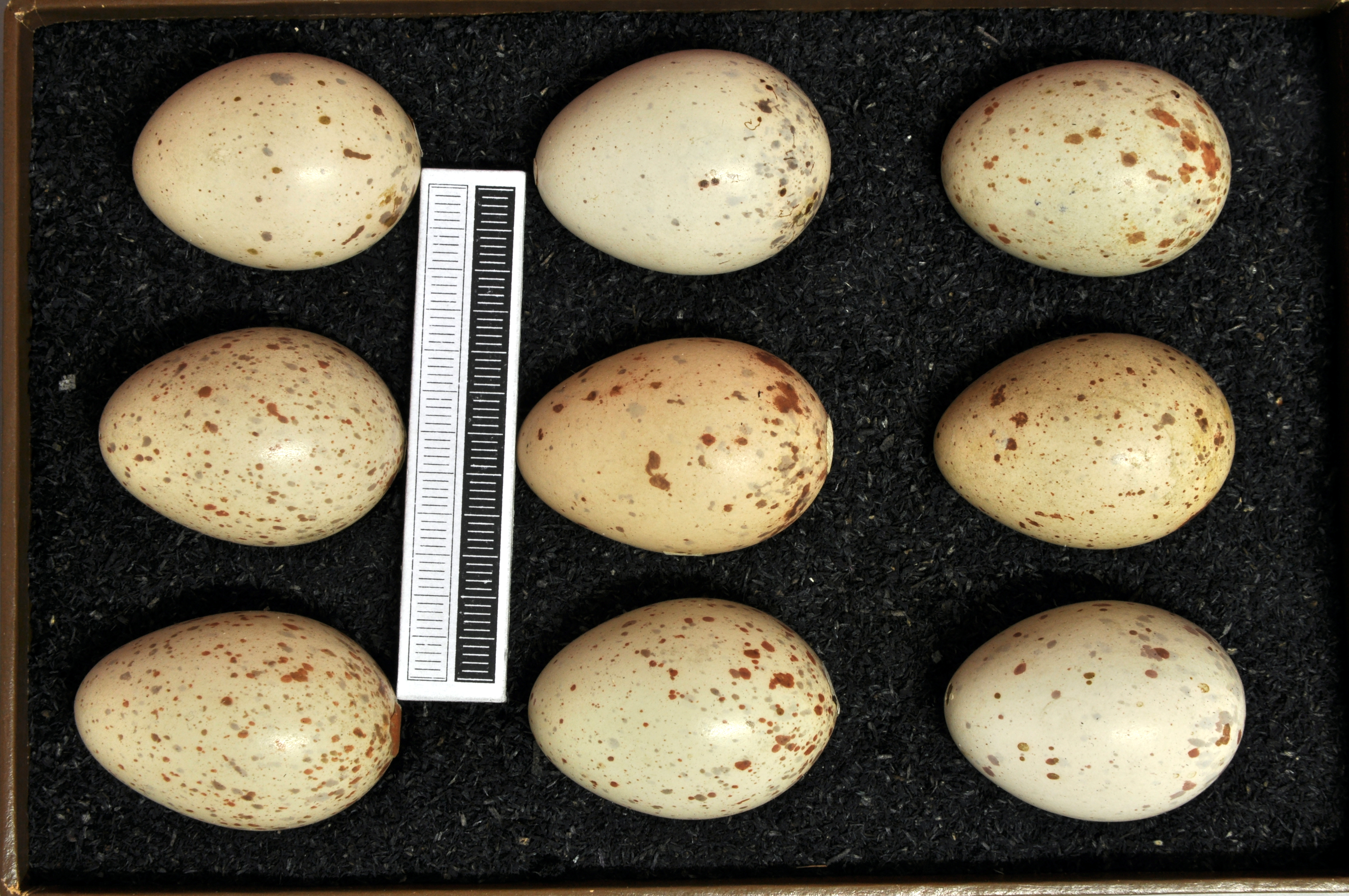
Яйца из коллекции Музея Висбадена

Общее число яиц, отложенных с интервалом одно яйцо в сутки, варьирует от 5 до 14, в большинстве находок не менее 7. Очень большие кладки могут свидетельствовать о пользовании гнездом двумя птицами. Скорлупа окрашена в беловато-охристый либо зеленоватый цвет с красновато-коричневыми и фиолетовыми пятнами различной величины. Размеры яиц (33—42)х(25—29) мм. Самка сидит на гнезде 16—19 суток, после чего почти одновременно на свет появляются все птенцы. Они изначально покрыты тёмно-бурым, почти чёрным пухом и на вторые сутки покидают гнездо, при этом ещё 2—3 дня не способны самостоятельно добывать корм и выкармливаются самкой. Способность к полёту появляется в возрасте 34—38 дней, однако ещё задолго до этого времени птенцы становятся полностью самостоятельными и рассеиваются. В середине июля, когда первый выводок распался, самка приступает ко второй кладке и с новым выводком проводит больше времени — около 15—20 дней.
В июле-августе у птиц наступает период полной линьки, в ходе которой они одновременно теряют маховые и рулевые перья и утрачивают способность к полёту. С этого времени коростели ведут себя тихо и скрытно.
Продолжительность жизни до 5—7 лет.

## Питание
Питание смешанное с уклоном в сторону животных кормов. Существенное значение имеют беспозвоночные: земляные черви, слизняки, улитки, пауки, жуки, стрекозы, кузнечики, кобылки и другие насекомые. Уничтожает некоторых сельскохозяйственных вредителей: клубеньковых долгоносиков, комаров-долгоножек, щелкунов. Реже ловит мелких лягушек, тритонов, мышей. Растительные корма широко представлены семенами различных трав и злаков, в том числе культурных. В Африке рацион схожий с добавлением представителей местной фауны: тараканов, термитов и навозных жуков. Корм подбирает с земли или склёвывает со стеблей и листьев низко растущих растений.

## Птица и человек

### Природоохранный статус

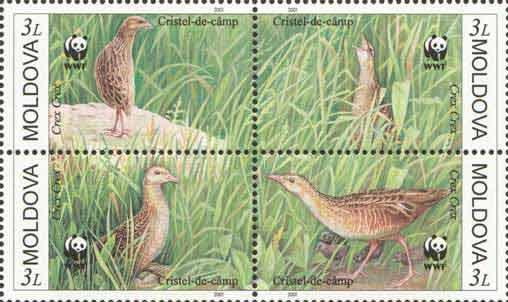
На почтовой марке Молдовы

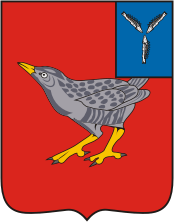
Герб Дергачёвского района Саратовской области

Несмотря на то, что площадь гнездового ареала составляет порядка 12,4 млн км2, Международный союз охраны природы длительное время беспокоился о сохранении вида. В Красной книге этой организации его охранное положение менялось несколько раз: с 1988 по 1994 год ему был присвоен статус «находящийся в опасности» (категория «T», ныне не используется), с 1994 по 2004 год статус «уязвимый» (категория «VU») и с 2004 по 2008 год статус «близкий к уязвимому положению» (категория «NT»). Лишь в 2008 году с учётом новых обнадёживающих данных о численности из Восточной Европы и России, вид был признан благополучным (категория «LC»).
В XIX веке популяция коростелей в Европе начала уменьшаться, спад ускорился после окончания Второй мировой войны. В Бельгии, Дании, Испании, Норвегии, Люксембурге, Нидерландах и Швейцарии коростель стал очень редкой, исчезающей птицей. Основной причиной резкой деградации стало изменение технологии выращивания и уборки травы под сено. Мелиорация и использование удобрений привели к более быстрому росту травы и соответственно более ранней её уборке, что совпадало с основным временем насиживания первоначальной кладки. Ситуацию усугубляло массовое внедрение механизированных косилок, которые к тому же двигались по периметру от периферии к центру, не оставляя птицам путей спасения.
Другой важной причиной исчезновения стало культурное изменение ландшафтов, пригодных для гнездовий: осушение болот, создание водохранилищ, использование земель под сельскохозяйственные нужды и т. д. Вследствие фрагментации мест обитания и уменьшения высоты трав возросла уязвимость от хищников. Свою роль сыграл фактор беспокойства со стороны человека, охота, использование пестицидов в сельском хозяйстве.
В большинстве стран Европы, а также на международном уровне, были приняты меры по сохранению коростеля, в частности на законодательном уровне стали регулироваться время и способ уборки травы, ограничена охота и усилен контроль за браконьерством. Часть земель выведена из сельскохозяйственного оборота, предприняты попытки реинтродукции.

### Охота
Коростель — промысловая птица и у охотников считается желанной добычей. В России, в отличие от Западной Европы, охота на коростеля разрешена по окончании сезона размножения — например, в Тульской области в 2006 году сезон был открыт с 8 августа по 30 ноября. Охотятся на птиц с помощью собак — легавых или спаниелей.

### Коростели в культуре
Коростели свищут, коростели.

Потому так и светлы всегда

Те, что в жизни сердцем опростели

Под весёлой ношею труда…
— Сергей Есенин, «Каждый труд благослови, удача!»

Небесные создания несли мою постель — Ворон, птица Сирин и коростель.
— Борис Гребенщиков, «Скорбец»

Сползает по крыше старик Козлодоев, пронырливый, как коростель.
— Борис Гребенщиков, «Козлодоев»

Я спал под корнями поваленных елей,

А ел я бруснику и мёд.

Я выткал надорванный крик коростеля

Над зыбью вечерних болот.
— Сергей Калугин, «Рассказ Короля-Ондатры о рыбной ловле в пятницу»

В горах и предгорьях цветут эдельвейсы.

В долине послышался крик коростели.
— Гарик Сукачёв, «Песня Вольного Стрелка»

А над Окой летят гуси-лебеди, а за Окой свистит коростель…
— Александр Галич, «Все не вовремя»

Горяча моя постель…

Думка белая измята…

Где-то плачет коростель,

Ночь дневная пахнет мятой.

…

Горяча моя постель,

Светел дух мой окрылённый…

Плачет нежный коростель,

Одинокий и влюблённый.
— Зинаида Гиппиус, «Коростель»